# IUFRO
 (енгл. International Union of Forest Research Organisations) је међународно удружење шумарских истраживачких организација, које је основано 1892. године као удружење истраживачких станица Њемачке, Аустрије и Швајцарске. Након Првог свјетског рата, прикључио им са знатан број универзитета, шумарских образовних центара и шумарсаких института не само из Европе, већ из читавог свјета. Други свјетски рат је привремено прекинуо активности удружења.